# فيلق الطوارئ الوطني للمرأة
فيلق الطوارئ الوطني للمرأة (بالإنجليزية: Women's National Emergency Legion)‏ (يُشار إليه اختصارًا: WNEL)؛ منظمة مساعدة وتدريب أسترالية، إبّان الحرب العالمية الثانية. تأسست في عام 1938، وكان مقرها في بريسبان، وزودت المتطوعين بالتدريب على الإسعافات الأولية والمهارات الأخرى التي اعتبرت ذات صلة بجهود أستراليا الحربية.
بعد اندلاع حرب المحيط الهادئ، تم إلحاق أعضاء المنظمة بالوحدات العسكرية الأمريكية في أستراليا كسائقي نقل وكتاب. كما قاموا بمراقبة الألغام ومهام أخرى. وتوقف عمل المنظمة في عام 1947.

## التاريخ
تم تشكيل الفيلق في سبتمبر 1938 في اجتماع في بريسبان برئاسة هيلين رايان، التي استمرت كقائدة للمنظمة خلال الحرب. في هذا الاجتماع تم الاتفاق على أن الفيلق سوف يتكون من عدد من المجموعات والذي ستوفر للنساء التدريب في مجال الإسعافات الأولية، قيادة الشاحنات وغيرها من المجالات.
لم يكن الفيلق جزءًا من الجيش الأسترالي، ولكنه تعاون مع وزارة الدفاع. في يناير 1939 ذكرت صحيفة سيدني مورنينج هيرالد أن الفيلق لم يقبل إلا النساء من أصول بريطانية كأعضاء. في هذا الوقت كانت إنيد ليون راعية الفيلق ورئيسة لجنته الاستشارية. ضمت الجنة كل من رئيس وزراء ولاية كوينزلاند وليام فورغان سميث، واللورد عمدة بريسبان ألفريد جيمس جونز. كان الفيلق وقتها يتبع للمجلس الوطني للمرأة.
في مارس 1939 أكدت رايان أن 1000 امرأة تشارك في دورات تدريبية أسبوعية يديرها الفيلق. في هذا الوقت تم تقسيم وحدة الإسعافات الأولية والتمريض المنزلي التابعة للفيلق إلى ستة أقسام وتم تنظيم وحدة النقل الخاصة بها إلى عدة شركات.
اعتمد الفيلق نظامًا من الرتب العسكرية يتم بموجبه تعيين المجندين الجدد كأفراد، وكان الأعضاء المسؤولون عن وظيفة تدريب ملازمين وكان للمرأة المسؤولة عن فرع لقب "قائد ''.  في يناير 1939 ضم الفيلق جناحًا جويًا قدم التدريب على صيانة الطائرات في مطار Archerfield. قادت هذا الجناح ماري بيل، التي كانت من بين أول طيارات أستراليات وأول امرأة أسترالية تتأهل لهذه الوظيفة. خلال شهر يوليو غادرت بيل والأعضاء الآخرون في الجناح الجوي الفيلق، حيث اعتقدوا أن المنظمة لن تساعدهم على تحقيق هدفهم للعمل كمصنّعين للطائرات خلال زمن الحرب. في 17 من الشهر شكلن فيلق التدريب الجوي النسائي (WATC)، وانتخبن بيل قائدها.
بحلول أبريل 1940، كان للفيلق 51 فرعا في المناطق الريفية في كوينزلاند بالإضافة إلى فرع كبير في بريسبان. حتى مايو من ذلك العام تم تنظيم الفيلق في إسعافات أولية ومساعدة تمريض منزلي، وقسم النقل (الذي شمل وحدات النقل بالحصان والميكانيكية)، إضافة إلى قسم عمال الأرض، ووحدة الاتصالات، الدراجين، ووحدة الطبخ.
في يوليو 1940 كانت هناك ست منظمات مختلفة تدرب النساء على العمل الحربي في منطقة بريسبان. رفضت رايان وأعضاء المنظمات الأخرى اقتراحًا قدمه البريد السريع بضم المنظمات الست. في هذا الوقت كان الفيلق يضم 4000 عضو، منهم 1600 يقع في بريسبان، وتضمن الفيلق قسم النقل ووحدة جوية. كما وفر التدريب على الإسعافات الأولية والطبخ الميداني واللياقة البدنية والاتصالات اللاسلكية.

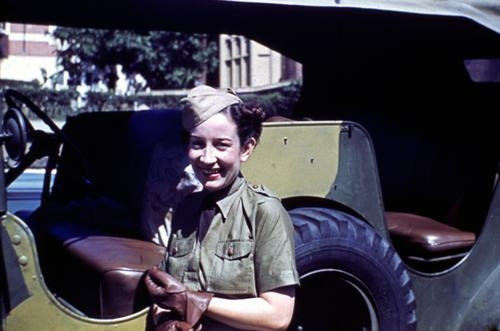
عضوة في الفيلق تم إلحاقها بالجيش الأمريكي كسائقة خلال عام 1942

أصبح الفليق متمرسا في التمريض للإسعافات الأولية البريطانية. كما شارك الفيلق والمنظمات النسائية الأخرى ذات الصلة بالحرب بشكل بارز في معرض بريسبان عام ‏ 1941. في أواخر عام 1941، صرح الجنرال توماس بلامي، قائد القوة الإمبراطورية الأسترالية، أنه يجب على النساء الأستراليات الاستعداد للعمل في الاقتصاد الوطني بدلًا من التدريب. وردًا على ذلك التصريح قالت رايان بإن «الوضع برمته سيتغير إذا هاجم العدو شواطئنا. ثم يجب أن تستخدم النساء بطرق أكثر فاعلية لذا سنستمر في التدريب».
قام بعض أعضاء الفيلق بدور أكثر نشاطًا في الحرب بعد اندلاع حرب المحيط الهادئ. ففي مارس 1942 أزال متطوعو الفيلق ألغام بحرية في نهر بريسبان تحت قيادة البحرية الملكية الأسترالية. كما شارك الأعضاء في فيلق متطوعي المراقبين الجويين. بحلول عام 1943 تضمن عمل الفيلق نقل سيارات موظفين تم تعيينهم لمساعدة الوحدات العسكرية للولايات المتحدة في أستراليا.
كان مقر الفيلق يقع في شارع أديليد، بريسبان. في وقت لاحق من الحرب عمل أعضاء الفيلق كسائقين للأفراد العسكريين الهولنديين والبريطانيين في كوينزلاند برواتب وصلت إلى ما بين 5 و 10 جنيهات إسترلينية في الأسبوع.
في مايو 1946، أخبرت رايان صحفيًا في Courier Mail أن الفيلق سيستمر في العمل على الرغم من اتخاذ قرار بشأن إغلاقه. ظل الفيلق نشطًا حتى أكتوبر 1947. تم منح رايان وسام الإمبراطورية البريطانية (MBE) في يونيو 1955 لتأسيسها وقيادتها للفيلق خلال الحرب العالمية الثانية.